# James Pearce

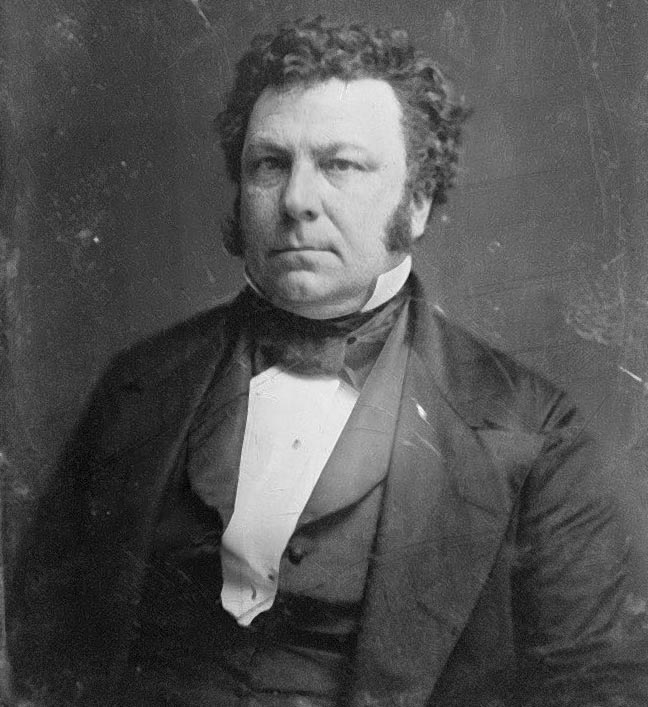
James Pearce

James Alfred Pearce, född 14 december 1805 i Alexandria, District of Columbia (numera i Virginia), död 20 december 1862 i Chestertown, Maryland, var en amerikansk politiker. Han representerade delstaten Maryland i båda kamrarna av USA:s kongress, först i representanthuset 1835–1839 samt 1841–1843 och sedan i senaten från 1843 fram till sin död. Han var länge medlem i Whigpartiet men bytte sedan parti till demokraterna.
Pearce var dotterson till läkaren och politikern Elisha C. Dick. Pearce utexaminerades 1822 från College of New Jersey (numera Princeton University). Han studerade sedan juridik och inledde 1824 sin karriär som advokat i Maryland. Han flyttade året efter till Louisiana och var verksam som plantageägare. Han flyttade 1828 tillbaka till Maryland och återgick till arbetet som advokat.
Pearce gick med i Whig-partiet och efterträdde 1835 Richard Bennett Carmichael som kongressledamot. Pearce besegrades av utmanaren Philip Francis Thomas i kongressvalet 1838. Thomas ställde inte upp för omval i kongressvalet 1840. Pearce vann det valet och tillträdde på nytt som kongressledamot i mars 1841. Han efterträddes 1843 i representanthuset av Francis Brengle.
Pearce efterträdde 1843 John Leeds Kerr som senator för Maryland. Han omvaldes tre gånger, den sista gången 1861 som demokrat. Han hade gått med i demokraterna år 1857.
Senator Pearce avled 1862 i ämbetet och gravsattes på Chester Cemetery i Chestertown.